# Lars Wallenstedt
Lars Wallenstedt (fram till adlandet 1668 Lars Wallius), född 1631, död 16 november 1703, greve (1693), ämbetsman; kungligt råd 1693, president i Svea hovrätt 1695. Son till Laurentius Olai Wallius och Christina Luth.

## Biografi
Lars Wallenstedt föddes 1631 i Uppsala som Lars Wallius, son till den sedermera (1637) utsedde, men aldrig tillträdde, biskopen i Västerås, Laurentius Olai Wallius (1588–1638). Han studerade vid Uppsala universitet och även vid utländska universitet, varefter han inträdde på den civila ämbetsmannabanan. Under Karl X Gustavs danska krig tjänstgjorde han vid dennes fältkansli och längre fram vid den svenska ambassaden i Paris, samt utnämndes därefter till sekreterare vid generalguvernementet i Ingermanland. Som sådan "konfirmerades" han 1668 i det adelskap som han blivit lovad då hans halvbror Olof (död 1658 som kansliråd) adlades 1650. Vid adlandet tog han namnet Wallenstedt.
Lars Wallenstedt blev 1674 häradshövding, var under flera år riddarhussekreterare och tjänstgjorde som sådan vid 1680 års riksdag. Han blev 1683 statssekreterare och kansliråd, utnämndes 1689 till landshövding i Västmanlands län samt upphöjdes samma dag i friherreligt stånd. Den 7 juni 1693 blev han på en gång kungligt råd och greve, utnämndes 1695 till president i Svea hovrätt samt insattes av Karl XI som medlem av den förmyndarregering, som skulle styra Sverige under Karl XII:s minderårighet, men som endast kom att fungera i några månader. 
Lars Wallenstedt hörde utan tvekan till Karl XI:s yppersta ämbetsmän och var på grund av sin sällsynta duglighet alltid högt uppskattad av kungen. På den juridiska och administrativa ämbetsmannabanan, där han egentligen verkade, gjorde han sig alltid känd genom flit och framstående förmåga. Sedan han, efter att ha blivit kungligt råd, för en tid inkallats i Kanslikollegium, deltog han med insikt även i utrikesärendenas behandling, alltid vän av Frankrike och motståndare till Bengt Oxenstiernas politik. Inom detta område torde han likväl knappast ha skurit några lagrar, då han knappast hade statsmannens högre begåvning. Som vän av reduktionen och enväldet var han ett föremål för högadelns bittra hat, och hans fiender gjorde vad de kunde för att komma åt hans goda namn och rykte. Hos Karl XI steg han allt högre i gunst, inte bara genom duglighet, utan även genom redbarhet och oegennytta, egenskaper som eftervärlden tvingats erkänna sedan samtiden förnekat dem. Han var också den ende av Karl XII:s förmyndare som den unge kungen visade någon hänsyn. 
Lars Wallenstedt dog i Stockholm den 16 november 1703, och med honom utgick hans grevliga ätt på svärdssidan.